# Saffloerolie
Saffloerolie (of distelolie) is een olie die gebruikt wordt voor margarine en als sladressing. Ook wordt deze olie gebruikt voor olieverf, in het bijzonder voor witten en lichte kleuren.
Saffloerolie kan tot 75% bestaan uit onverzadigde vetzuren linolzuur met twee en linoleenzuur met drie onverzadigde verbindingen. Er zijn twee typen saffloer. Het ene type levert olie met een hoog gehalte aan oliezuur dat een enkele onverzadigde verbinding heeft. De olie van het andere type bestaat uit een hoog gehalte aan meervoudig onverzadigde verbindingen, voornamelijk linolzuur. Het type met het hoge gehalte aan oliezuur wordt echter het meeste verbouwd.
Deze olie wordt gewonnen uit de zaden van saffloer (Carthamus tinctorius). Van oudsher werd saffloer verbouwd vanwege de gele en rode kleurstof die uit de bloemen gewonnen kan worden. Tegenwoordig wordt saffloer juist verbouwd vanwege de zaden: elke bloem levert 15 tot 20 zaden op. De sterke penwortel stelt de plant in staat om ook in droge klimaten te groeien.
De bloemen van de saffloer worden soms gebruikt als een goedkope versie (of imitatie) van saffraan. Saffloer mist het kenmerkende aroma van saffraan.
Het geslacht Carthamus (v. Arab. kurthum = verven; Hebr. kartami) telt ca. 25 soorten, die voorkomen van het Middellandse Zeegebied tot in Centraal-Azië.
Voedingswaarde distelolie per 100 ml
3404 kJ / 828 kcal
| verzadigde vetzuren               | 8 g              |
| onverzadigde vetzuren             | 69 g             |
| meervoudige onverzadigde vetzuren | 15 g             |
| koolhydraten                      | 0 g              |
| suiker                            | 0 g              |
| vezels                            | 0 g              |
| eiwit                             | 0 g              |
| zout                              | 0 g              |
| Vitamine E                        | 40 mg (330% dah) |

Borageolie · Castorolie (Wonderolie) · Jatrophaolie · Katoenzaadolie · Kokosolie · Koolzaadolie · Lijnzaadolie · Maisolie · Olijfolie · Palmolie · Palmpitolie · Pindaolie · Raapolie · Rijstolie · Saffloerolie · Sesamolie · Sojaolie · Teunisbloemolie · Walnootolie · Zonnebloemolie